# Phenacovolva piragua
Phenacovolva piragua är en snäckart som först beskrevs av Dall 1889.  Phenacovolva piragua ingår i släktet Phenacovolva och familjen Ovulidae. Inga underarter finns listade i Catalogue of Life.